# Pliage (sac)
Pour les articles homonymes, voir Pliage (homonymie).
Le Pliage est un modèle de sac de la marque Longchamp créé en 1993 et vendu à plusieurs dizaines de millions d'exemplaires.

## Historique
À l'âge de dix-sept ans, Philippe Cassegrain est envoyé par son père au Japon. L'origami devient une source d'inspiration.
Au début des années 1970, Philippe Cassegrain crée un prototype qu’il coupe dans du nylon kaki. La découverte de cette matière s’est faite grâce à un collègue reconverti dans le commerce de nylon enduit pour l’armée française. Il lui propose d’acheter un stock de toile destiné à la fabrication des tapis de sol militaires.
Philippe Cassegrain lance alors une ligne de bagages en cuir et toile de nylon, adaptée aux voyages aériens, laquelle sera utilisée plus tard pour le sac « Le Pliage ».
Lors d’un voyage aux États-Unis, Philippe Cassegrain s’aperçoit de la complexité du produit, il décide de le rendre le plus léger et le plus simple d’emploi possible, une sorte de sac universel. C’est ainsi qu’est né l’Xtra-Bag, un sac d’appoint au patronage particulier, à plier en quatre et à glisser dans un étui pour se faire tout petit. Cet ancêtre de la lignée Le Pliage ne satisfait pas encore complètement Philippe Cassegrain.
En 1993, le sac apparaît sous sa forme actuelle, conçu par Isabelle Guyon et Philippe Cassegrain. De forme trapézoïdale, il doit remplir certaines conditions pour pouvoir être un sac Le Pliage : notamment être en toile ou en cuir, posséder un rabat, deux poignées terminées en pointes et deux petites oreilles en cuir. Il est également terminé par un bouton-pression dans le dos. D’un geste rapide, la matière se plie et se déplie, tel un origami, pour prendre la place d’un livre de poche,. Le succès est immédiat dès son lancement,.
Arrivée à la tête de la direction artistique de l'entreprise en 1995, Sophie Delafontaine le revisite sous plusieurs formes et matières (toile caban, velours côtelé, flanelle à rayures tennis, PV, etc.) et fait appel à des artistes. D'un simple sac nylon, elle est à l'origine de la montée en gamme du Pliage, le transformant en un objet tendant vers le luxe.
Lancé en 2012, Le Pliage Cuir est une adaptation du modèle Le Pliage original. Ce sac Le Pliage Cuir est réalisé dans un cuir qui permet de replier le sac exactement comme la version en nylon, sans qu’aucun pli ne se forme lorsqu’il est de nouveau déplié. 
Ce sac à main en toile de nylon est un best-seller de l'entreprise,,, commercialisé à ce jour à plusieurs dizaines de millions d'exemplaires,,,,, avec un prix d'entrée vers 50 euros. Au milieu des années 2010, le Pliage représente près de la moitié du chiffre d'affaires de la marque.

## Savoir-faire français
Même si la toile Nylon vient de Taïwan, conception et processus de création sont tous d’origine française et c’est en France que tout est mis au point. Le Pliage est caractérisé par ses étapes de fabrication, parfaitement identiques dans tous les ateliers Longchamp en France comme à l’étranger, qui permettent d’assurer la qualité de ce sac. Le piquage est automatique et la découpe numérique pour les modèles classiques.

## Collaborations
Des collections spéciales ont étendu la gamme. Longchamp s’est régulièrement associée à des artistes ou à des créateurs pour créer de nouvelles collections en édition limitée, comme Tracey Emin en 2004 qui est la première, Jeremy Scott qui collabore régulièrement avec des créations inspirées de ses collections, Sarah Morris avec un sac basé sur ses tableaux, l'illustrateur Robert Wagt qui le décore d'une bande dessinée ou encore Mary Katrantzou (en).